# بيل هندرسون (لاعب كرة قاعدة)
بيل هندرسون (بالإنجليزية: Bill Henderson)‏ هو لاعب كرة قاعدة أمريكي، ولد في 16 سبتمبر 1857، وتوفي في 27 أكتوبر 1929.